# 트랙터

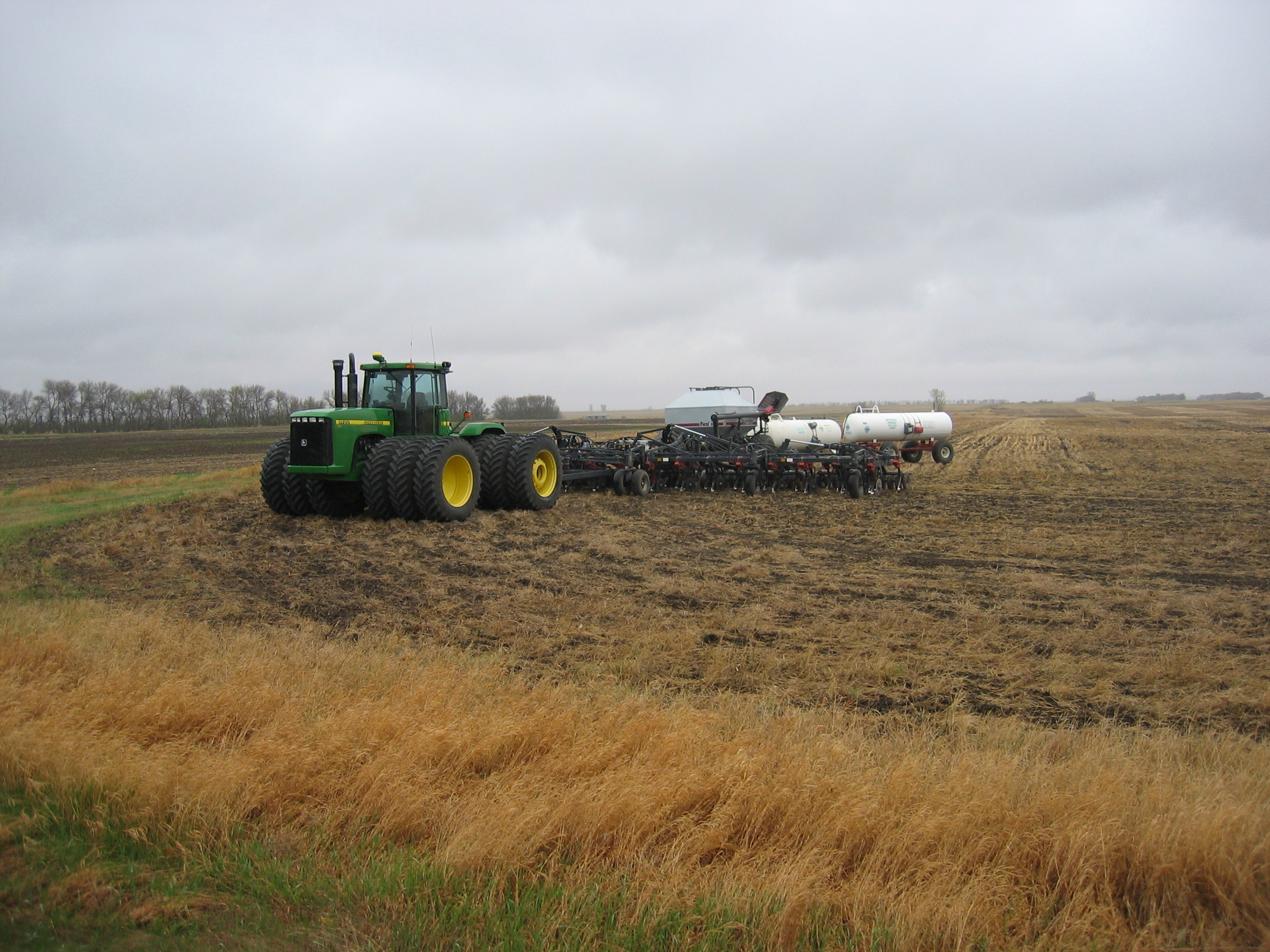
트랙터

트랙터(영어: tractor, 문화어: 뜨락또르)는 높은 토크를 천천히 전달할 목적으로 설계된 차량이며, 농업, 건설, 공항, 트레일러, 기계, 항공기 등을 끄는 목적으로 사용된다. 

## 역사
1904년, 미국의 사업가이자 발명가 벤저민 르로이 홀트가 최초의 실용적인 크롤러형 트레드 트랙터를 출시하였다. 1932년 금속 캐터필러는 보다 실용적인 고무 타이어로 교체되었다.

## 용어
이 용어는 "끌다"라는 뜻의 라틴어 trahere에서 유래하였다. 대한민국에서는 영어 낱말 tractor를 가져와 "트랙터"로 사용하고 있으며 조선민주주의인민공화국에서는 러시아어 낱말 трактор(뜨락떠르)에서 가져와 "뜨락또르"로 사용하고 있다.

## 정의
영국, 아일랜드, 오스트레일리아, 인도, 아르헨티나, 독일 등에서 트랙터는 일반적으로 농업용 기계류(farm machinery)를 장착한 탈것을 의미하며 '트랙터'라는 낱말 자체가 대중에게는 친숙하지 않은 다른 종류의 차량을 뜻할 수도 있다. 캐나다와 미국에서 이 낱말은 견인 트레일러와 트럭의 로드 트랙터 부분을 가리키기도 한다.

## 종류
인력이나 가축의 힘에 대신하여 여러 가지 작업기를 움직이고 또는 견인하는 농업용 트랙터에는 작업 중 탈 수 있는 대형과 작업인이 걸으면서 조작하는 소형의 보행형 트랙터가 있다. 보행형 트랙터는 여러 가지 작업기를 견인하기만 하는 견인형(trailer), 경운용의 장치를 동력회전시키는 구동형, 그 쌍방을 겸하고 있는 겸용형의 3종으로 나눈다. 구동형은 경기(耕起)와 쇄토를 동시에 할 수 있어서 능률이 높다. 견인형은 경기·쇄토·시비·파종·중경(中耕)·제초·방제·수확·운반 등 많은 작업에 이용할 수 있으나 경기·쇄토의 능률은 전자보다는 약간 뒤떨어진다. 겸용형은 용도가 넓으며 동시에 작업능률도 높다. 굴삭기의 경우처럼, 바퀴형 트랙터와 궤도형 트랙터로 구분하기도 한다. 궤도형은 바퀴 대신 무한궤도가 두 줄 달린 트랙터로, 주로 건설 현장에서 흙을 나를 때 쓰인다. 이외에도 자동차 경주에서 주로 쓰이는 트랙터 차량도 존재하는데 이것을 경주용 트랙터라고 부르기도 한다. 경주용 트랙터는 화물차 형태의 모습을 가진 트랙터를 경주용으로 사용하는 것이다.

## 사진첩

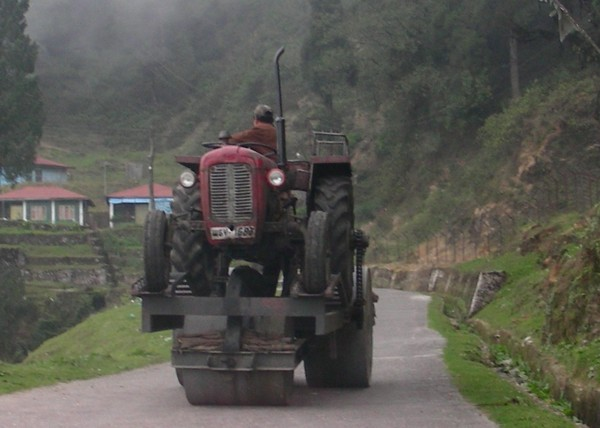
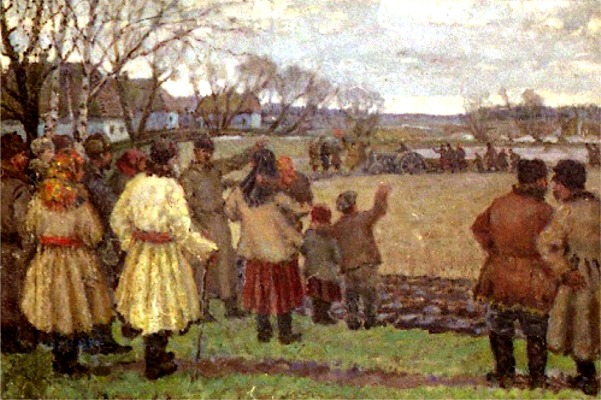
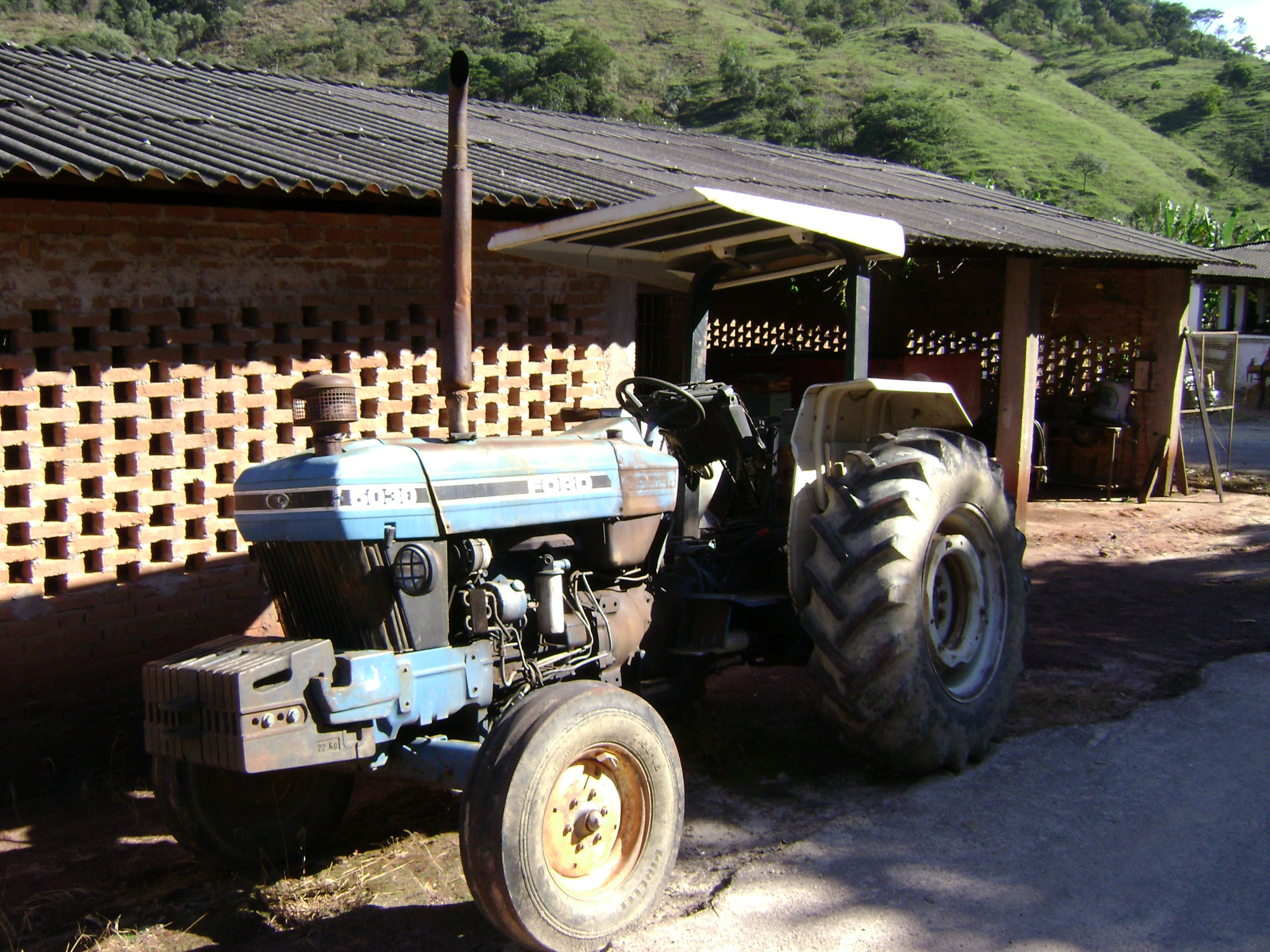

## 같이 보기
- 경운기
- 굴착기
- 컴바인
- 이앙기
- 탈곡기
- 바인더
- 관리기
- 예취기
- 곡물건조기
- 적하기
- 조면기